# Єжево-Нове
Єжево-Нове (пол. Jeżewo Nowe) — село в Польщі, у гміні Тикоцин Білостоцького повіту Підляського воєводства.
Населення — 82 особи (2011).
У 1975-1998 роках село належало до Білостоцького воєводства.

## Демографія
Демографічна структура станом на 31 березня 2011 року:
|          | Загалом | Допрацездатний вік | Працездатний вік | Постпрацездатний вік |
| -------- | ------- | ------------------ | ---------------- | -------------------- |
| Чоловіки | 39      | 4                  | 26               | 9                    |
| Жінки    | 43      | 9                  | 24               | 10                   |
| Разом    | 82      | 13                 | 50               | 19                   |